# Jacob More

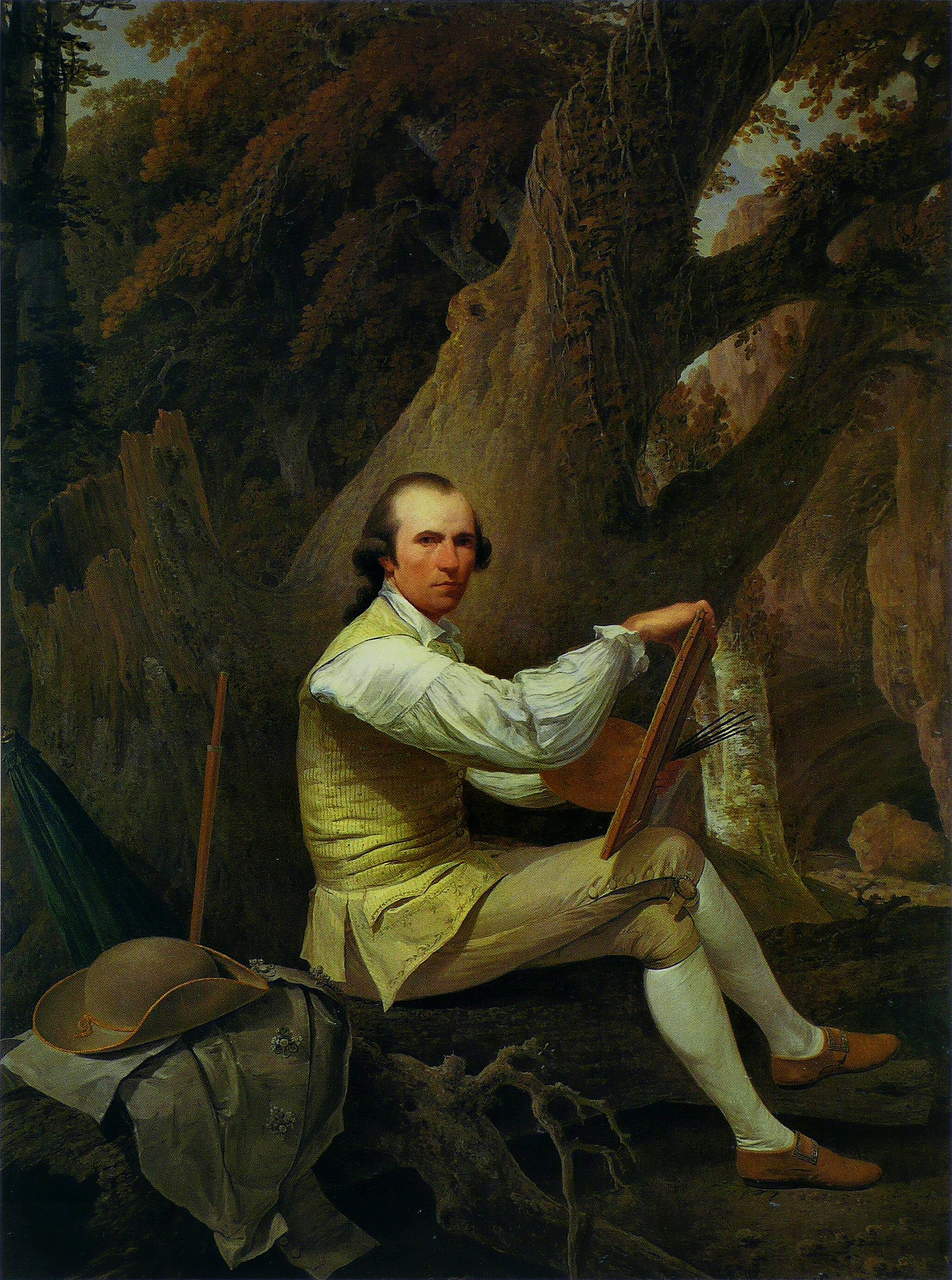
Jacob More, Autoritratto (Uffizi)

Jacob More (Edimburgo, 1740 – Roma, 1º ottobre 1793) è stato un pittore scozzese.

## Biografia

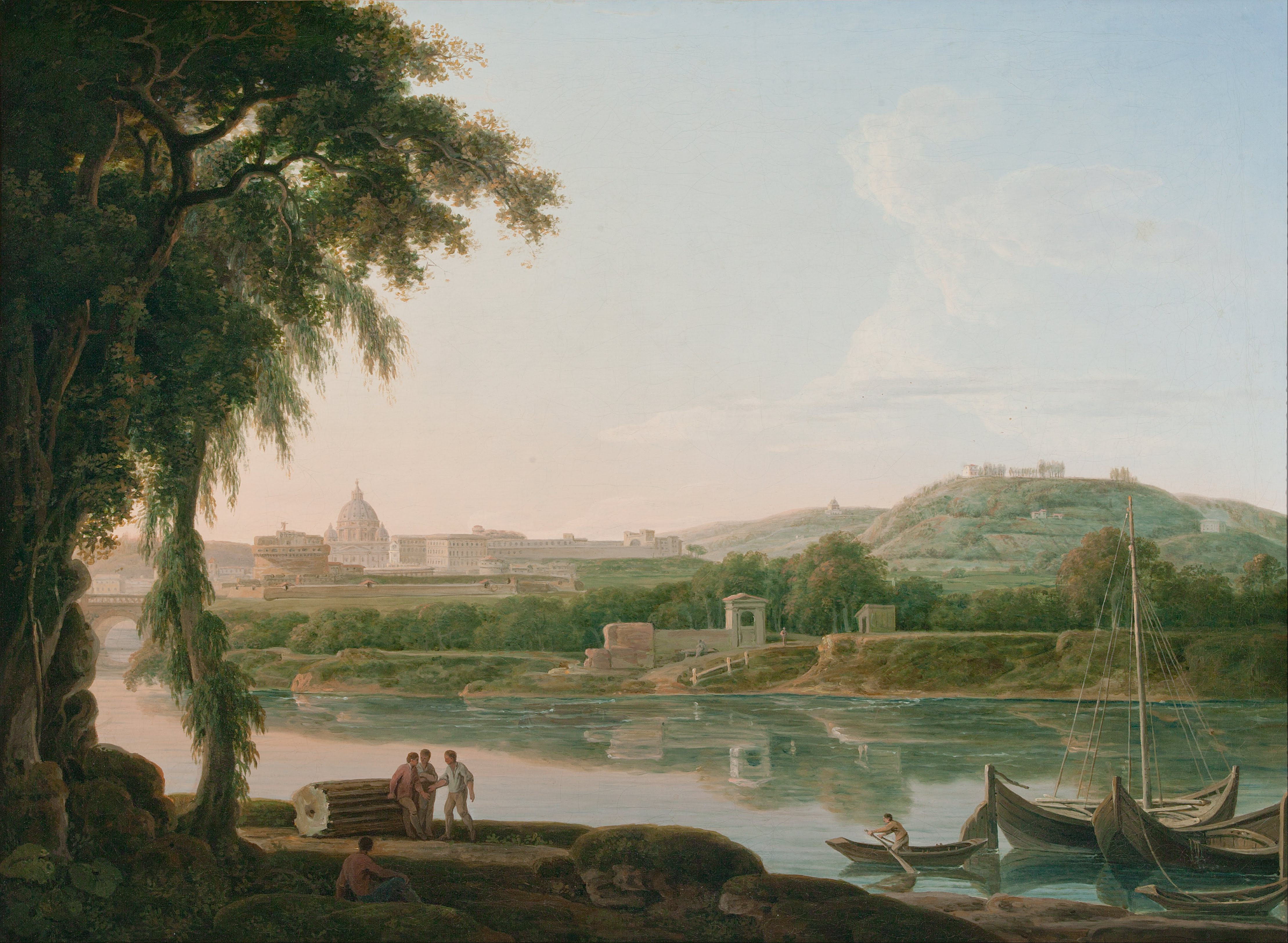
Jacob More, Roma dal Tevere, 1774 circa, (Art Gallery of South Australia)

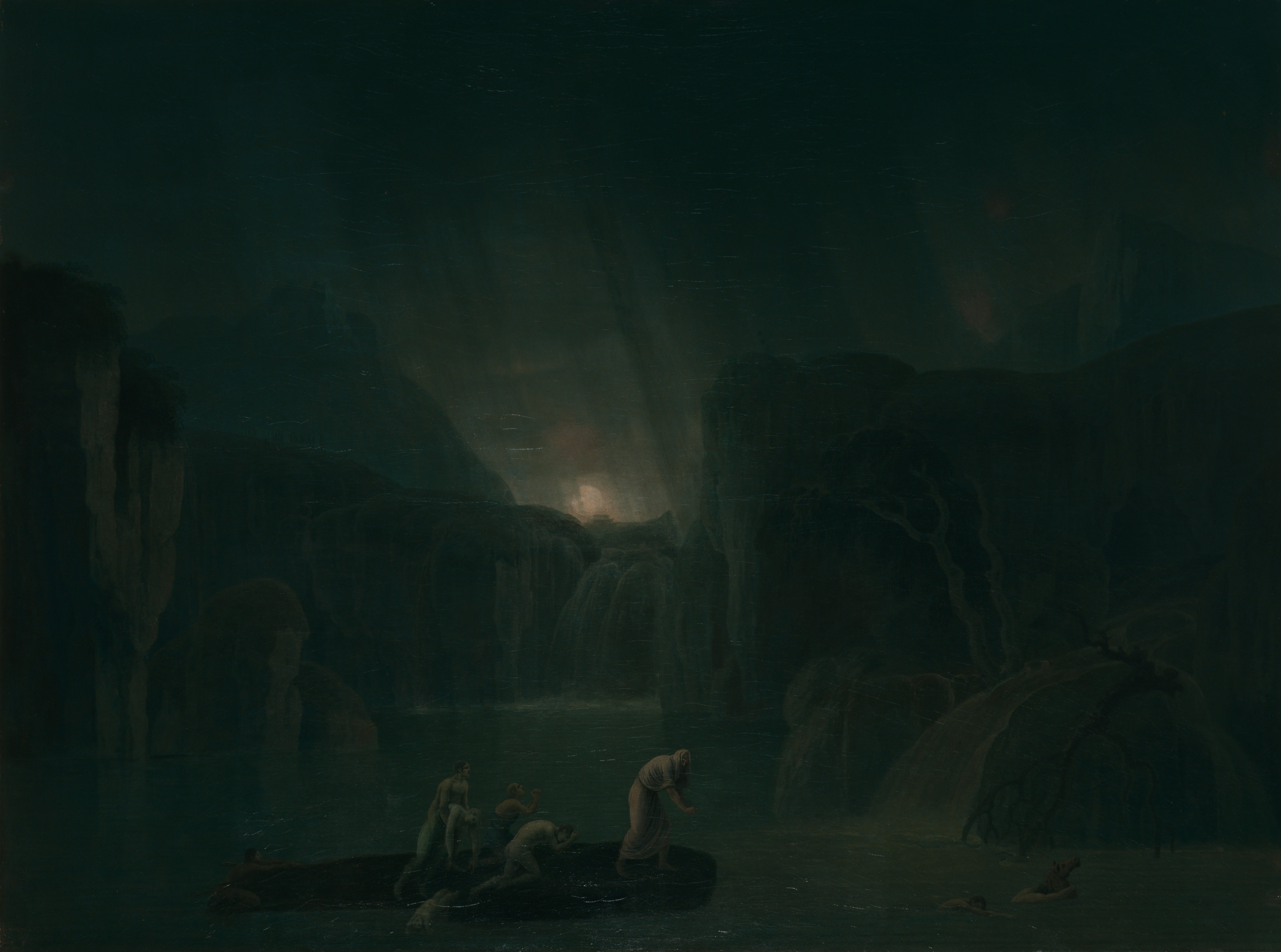
Jacob More, Diluvio universale, 1787 (Tate Britain)

Negli anni giovanili Jacob More dipingeva scenari per il New Theatre di Edimburgo. Trasse ispirazione da Alexander Nasmyth, chiamato il padre del paesaggio scozzese, da James Norie, noto per i capricci di paesaggi italiani e olandesi e studiò la pittura paesaggistica di Gaspard Dughet e di Claude Lorrain.
Nel 1771, a Londra, attrasse l'attenzione di Joshua Reynolds, che allora era presidente della Royal Academy.
Nel 1773 More si trasferì in Italia, dove passò il resto della vita. Mandava suoi dipinti a Londra e furono esposti alla Royal Academy, nel 1780. Nel 1787 incontrò Goethe, in viaggio in Italia. Nel 1791 risiedeva a Roma e fu incaricato di disegnare a Villa Borghese un giardino in stile inglese. È considerato un precursore della pittura paesaggistica romantica.
Assistette ad una eruzione del Vesuvio e ne trasse l'idea per una serie di dipinti che dovevano esprimere la forza dei quattro elementi: il Vesuvio rappresentava il fuoco. Questa serie di dipinti gli era stata commissionata da Frederick Hervey, IV conte di Bristol e vescovo anglicano di Derry, che riempiva la sua dimora di oggetti d'arte provenienti dall'Italia.
Un Autoritratto di Jacob More, datato 1783 e con un fondale paesaggistico ardito, in cui si distinguono le rocce vulcaniche che sostengono Tivoli, si conserva nella collezione di autoritratti agli Uffizi.

## Dipinti
- Eruzione del Vesuvio: Ultimo giorno di Pompei (1780), National Gallery of Scotland, Edimburgo
- Cascate del Clyde, National Gallery of Scotland, Edimburgo
- Cascate del Clyde, Tate Gallery, London